# Listă de scriitori letoni
Aceasta este o listă de scriitori letoni.

## A
- Eriks Ādamsons

## B
- Krišjānis Barons
- Vizma Belševica

## Č
- Māris Čaklais
- Aleksandrs Čaks

## E
- Regīna Ezera

## S
- Kārlis Skalbe

## T
- Linards Tauns

## U
- Andrejs Upits

## V
- Ojārs Vācietis

## Z
- Māra Zālite